# Боле
Боле (фр. Baulay) је насељено место у Француској у региону Франш-Конте, у департману Горња Саона.
По подацима из 2011. године у општини је живело 332 становника, а густина насељености је износила 40,39 становника/km².

## Демографија
| 1962. | 1968. | 1975. | 1982. | 1990. | 2011. |
| ----- | ----- | ----- | ----- | ----- | ----- |
| 520   | 508   | 403   | 378   | 338   | 332   |